# Dub techno
Dub techno (známé také jako techno-dub) je hudební styl, jeden ze subžánrů techna.
Je to fúze stylů dub house / dub a minimal techno.
Pro dub techno je charakteristická minimalová struktura skladeb a vlastnosti či efekty převzaté z dubu.
Díky těmto vlastnostem je dub techno velmi atmosférický hudební styl plný ozvěn nebo fázování.

## Interpreti
- Basic Channel
- Convextion
- cv313
- DeepChord
- Echospace
- Maurizio
- Miroslav Wilde
- Pole
- Porter Ricks
- Rhythm & Sound
- Rod Modell
- Scion
- Thomas Fehlmann

## Vydavatelství
- Basic Channel / Maurizio / Rhythm & Sound
- Echospace [Detroit]
- Chain Reaction